# Autoroute TF-5 (Espagne)
La TF-5, appelée aussi Autopista del Norte de Tenerife, est une autoroute autonome appartenant aux îles Canaries qui est destinée à relier Santa Cruz de Tenerife au nord de l'île en longeant la côte ouest. En effet, elle permet de desservir toute la zone nord de l'île afin de desservir toutes les stations balnéaires de la côte. À l'heure actuelle, c'est l'autoroute qui supporte la densité de trafic la plus élevée des îles Canaries, avec des tronçons dans lesquels circulent environ 100 000 voitures par jour.
C'est une autoroute à fort trafic sur certains tronçons, notamment dans la banlieue de Santa Cruz de Tenerife. Elle dessert également l'aéroport de Tenerife-Nord jusqu'à la ville de Los Realejos.
- 1 TF-1 – villes desservies :  Candelaria, Aeroporto Sur, Los Cristianos
- 3 TF-192 – villes desservies : Chamberi, Somosierra[2]
- 4 TF-192 – villes desservies : Taco, Hospital La Candelaria, Ofra
- 5A – villes desservies : Facultad de Medicina
- 5B TF-194 – villes desservies : Hospital Universitaire, La Cuesta
- 5C TF-194 – villes desservies : Taco
- 5D – villes desservies : Los MajuelosVue de l'autoroute TF-5 en 2006.

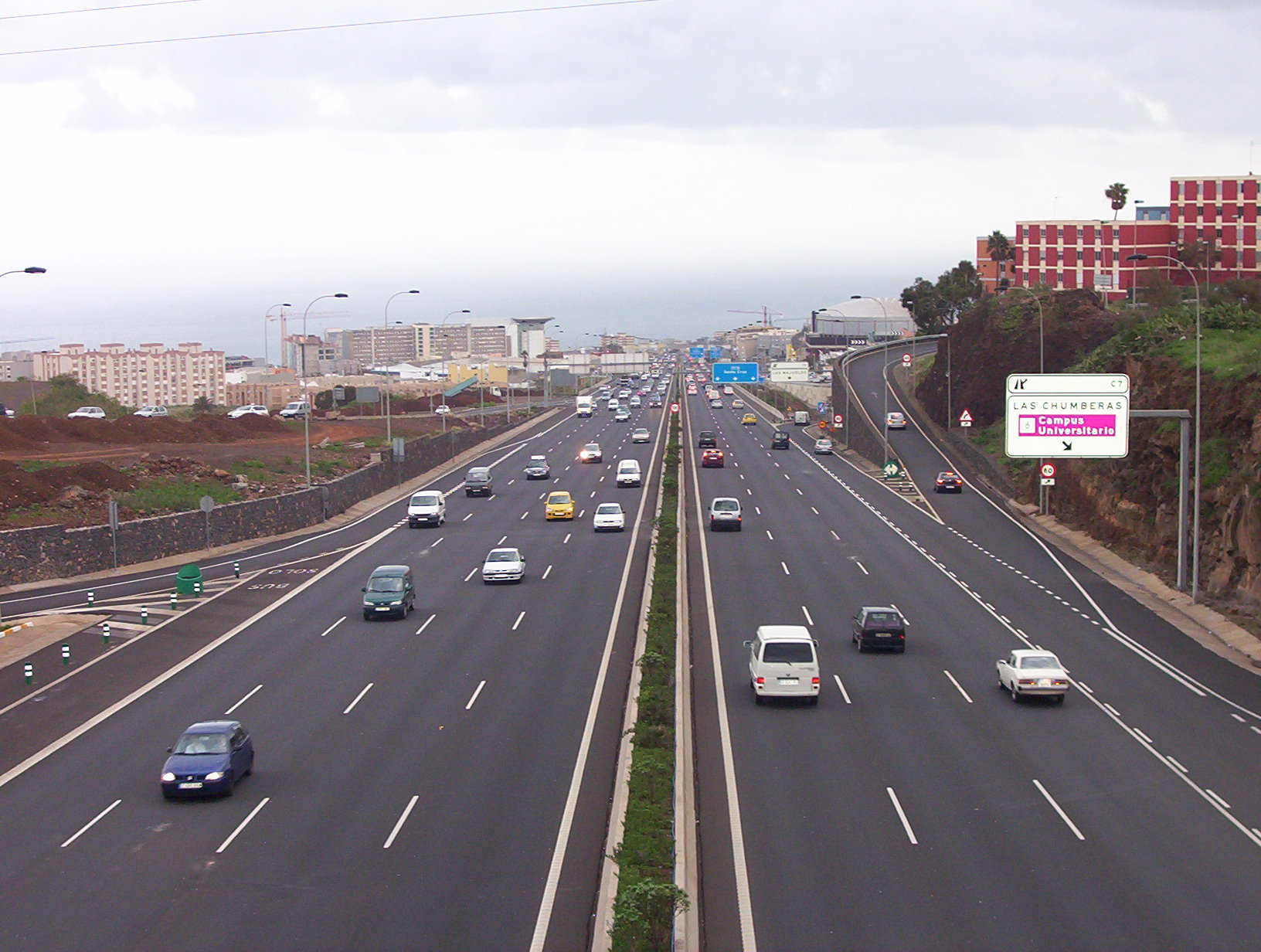
Vue de l'autoroute TF-5 en 2006.

- 7A – villes desservies : Campus Universitario, Las Chumberas, Parque Comercial

- 7B TF-2 – villes desservies : Santa Maria del Mar
- 8A TF-13 – villes desservies : La Laguna, Tegueste
- 8B TF-24 – villes desservies : Avenida Trinidad, La Esperanza, El Teide
- 9
- 10 – villes desservies : La Laguna, San Benito, El Corometo
- 11 TF-152 – villes desservies : Aéroport Tenerife-Norte, El Portezuelo, San Lazaro
- 11 TF-152 – villes desservies : El Portezuelo
- 14 TF-152 – villes desservies : Guamasa, Valle de Guerra
- 19 TF-152 – villes desservies : Tacoronte
- 21 TF-152 – villes desservies : El Sauzal
- 23 TF-217 – villes desservies : La Matanza
- 27 – villes desservies : La Victoria
- 28 TF-213 – villes desservies : Santa Ursula
- 29 – villes desservies : Santa Ursula
- 31 TF-217 – villes desservies : Puesta de la Villa, La Orotava
- 32 TF-31 – villes desservies : Puerto Cruz, Martiánez, El Rincón
- 33 TF-211 – villes desservies : La Orotave, El Teide
- 34 – villes desservies : El Mayorazgo
- 35 TF-2320 – villes desservies : Puerto de la Cruz, San Jerónimo
- 36 TF-333 – villes desservies : La Vera, La Montañeta, Centro Comercial
- 38 – villes desservies : La Higuerita
- 39 TF-320 – villes desservies : Los Realejos, Tosca, Longuera, Loro Parque
- Fin de l'autoroute, TF-5 devient route nationale TF-5